# Yunshan (köpinghuvudort i Kina, Jiangxi Sheng, lat 28,18, long 116,30)
Yunshan är en köpinghuvudort i Kina. Den ligger i provinsen Jiangxi, i den sydöstra delen av landet, omkring 70 kilometer sydost om provinshuvudstaden Nanchang. Antalet invånare är 41 636. Befolkningen består av 18 708 kvinnor och 22 928 män. Barn under 15 år utgör 28,0 %, vuxna 15-64 år 65 %, och äldre över 65 år 6,0 %.
Runt Yunshan är det tätbefolkat, med 511 invånare per kvadratkilometer. Närmaste större samhälle är Fuzhoushi, 19,7 km söder om Yunshan. Trakten runt Yunshan består till största delen av jordbruksmark.
Genomsnittlig årsnederbörd är 2 304 millimeter. Den regnigaste månaden är juni, med i genomsnitt 441 mm nederbörd, och den torraste är oktober, med 23 mm nederbörd.